# Merionoeda sumatrana
Merionoeda sumatrana är en skalbaggsart som beskrevs av Nonfried 1894. Merionoeda sumatrana ingår i släktet Merionoeda och familjen långhorningar. Inga underarter finns listade i Catalogue of Life.